# Hydroxylaminhydrochlorid
Hydroxylaminhydrochlorid, auch als Hydroxylammoniumchlorid bezeichnet, ist eine farblose, kristalline anorganische chemische Verbindung. Es ist das Salzsäuresalz des Hydroxylamins und verhält sich in den meisten chemischen Reaktionen wie ungebundenes Hydroxylamin, ist aber thermisch stabiler.

## Herstellung
Hydroxylaminhydrochlorid ist zugänglich durch
- Elektrolyse einer Mischung aus Schwefelsäure und Salpetersäure (dabei entsteht das Sulfat) und anschließender Zugabe von Bariumchloridlösung.
- durch Kochen von Kaliumhydroxylamindisulfonat, wobei wie oben das Sulfat entsteht, aus dem das Produkt mit Bariumchlorid erhalten wird.[4]

{\displaystyle \mathrm {HON(SO_{3}K)_{2}+2\ H_{2}O\longrightarrow (NH_{3}OH)HSO_{4}+K_{2}SO_{4}} }

## Eigenschaften
Hydroxylaminhydrochlorid reagiert mit Aldehyden oder Ketonen zu Oximen und mit Carbonsäuren zu Hydroxamsäuren.

## Verwendung
Hydroxylaminhydrochlorid ist ein vielseitig einsetzbares Reagenz in der pharmazeutischen und organischen Synthese, zum Beispiel zur Synthese von Oximen und Oximethern aus Carbonylverbindungen oder zur Synthese von Hydroxamsäuren. In der Analytik findet es Einsatz in der Oximtitration.

## Rechtsstatus
In Deutschland ist Hydroxylaminhydrochlorid entsprechend den Regelungen des Sprengstoffgesetzes als explosionsgefährlicher Stoff der Stoffgruppe C eingestuft.